# Dorset-kulturen
Dorset-kulturen er en arkæologisk betegnelse på en palæoeskimoisk folkegruppe fra Grønland og det nord-østlige Canada, som formentlig kaldte sig selv Sallirmiut, Sadlermiut eller i henhold til inuitisk folkeminde for Turit. Folkegruppen uddøde omkring 1902. Dorset-kulturen inddeles i tre perioder: Tidlig Dorset fra 800 år før vor tidsregning til ca. 0 e.Kr., Mellem Dorset fra ca. 0 til 800 e.Kr. og Sen Dorset fra ca. 800 til 1300 e.Kr.
På museer i Grønland, Danmark og Canada er der omkring 1600 genstande efter Dorset-kulturen: figurer, jagtredskaber og husgeråd. Andre spor efter Dorset-kulturen er helleristninger og resterne af et langhus af sten ved Cambridge Bay, Nunavut i Quebec.

## Et folk før inuitterne
Dorset-kulturen var en kultur ældre end Thule-kulturen i det arktiske Nordamerika. Inuitiske legender nævner Tunitt (ental Tuniq) eller Sivullirmiut («De første indbyggere»), som blev fordrevet af inuitterne. I henhold til myterne var de «giganter», et folk som var højere og stærkere end inuitterne, men de blev skræmte fra bostedet og trak sig bort fra de indtrængende inuitter. Medlemmer af dette folkeslag var sandsynligvis dem, som de norrøne indbyggere på Grønland kaldte for skrælinger, da de kom langt nok nordpå til, at de mødtes.
Dorset-kulturen omtales som et folk, som havde en perfekt forståelse af deres lokale miljø, som de delte med de nykommende inuitter, men de havde en dårligere teknologi. De havde hverken hundeslæder, tilpassede skindbåde som kajakken eller harpun med modhager. Det er derfor sandsynligt, at Dorset-kulturen havde dårligere forudsætninger for at møde det dårligere klima, der indtraf i slutningen af 1400-tallet, og som kaldes for den lille istid, da havpattedyrene søgte nye opholdssteder. Det var de samme klimaændringer, som sandsynligvis bevirkede, at nordboerne opgav bosættelserne på Grønland. 
Der synes ikke at have været en genetisk forbindelse mellem Dorset-kulturen og Thule-kulturen (forløberen for nutidens inuitter), hvilket antyder, at førstnævnte blev fuldstændig erstattet og til sidst udslettet. Dorset-kulturen var nok alligevel en fjern slægtning til de moderne inuitter, en folkegruppe som var kommet til det arktiske Nordamerika tidligere end Thule-kulturen, men fra et fælles ophav langt tilbage i tiden.

## Dorset-kulturen genopdages
Antropologen Diamond Jenness modtog i 1925 nogle mærkelige kulturgenstande fra Cape Dorset i Nunavut, som syntes at have været fra en oldtidskultur helt afvigende fra den, som inuitterne repræsenterede. Jenness navngav kulturen efter stedet, hvor fortidslevningerne blev fundet, deraf navnet dorset-kulturen. Hans fund viste et konsekvent og bestemt kulturelt mønster, som inkluderede en sofistikeret kunst, som adskilte sig klart fra inuitternes, og viste blandt andet en unik lang hårfrisure hos kvinderne og hætteløse parkaer med enorme kraver hos begge køn.
En ledende ekspert inden for studier af tunitt-/dorsetkulturen er Robert McGhee, som har skrevet utallige bøger om denne kultur og overgangen til Thule-kulturen.
Snæbjörn galti Hólmsteinsson (død 978) var den første nordbo og europæer, som gik i land på Grønland og dermed også Nordamerika. Hændelsen er beskrevet i den islandske slægtsoptegnelsen Landnamsbogen, og til trods for beskrivelsens sparsommelige detaljer om at Snæbjörns ekspedition skulle have gravet en rigdom op, har det fået det amerikanske tidsskrift American Antiquity i artiklen «1,000 Years of New World Archaeology» til at antage, at dette må have været rester af dorset-kulturen, som nordboerne fandt. Faktisk mener tidsskriftet, at Snæbjörns ekspedition lavede den allerførste dokumenterede arkæologiske undersøgelse i Nordamerika, som vi kender til.
Man mener at have fundet indikationer på, at dorsetfolket faktisk beboede Grønland i to perioder: Dorset I, varede fra 500 f.Kr. til 200 e.Kr. og Dorset II, som boede i nordvestlige Grønland, varede i årene 700-1200 e.Kr., skønt uden at forsvinde helt – den blev blot fortrængt.
Dorset-kulturen brugte stort set de samme redskaber som de tidligere kulturer, men harpunen og spæklampen var blevet større, og nye redskaber som snekniv, slæde og den karakteristiske kvindekniv blev også fundet ved arkæologiske undersøgelser. Husene er større og firkantede og forsynede med en tyk mur af tørv, som kunne holde kulden ude. Dorset-kulturen synes at have været de første, som byggede igloo på isen.
Da Erik den Røde nogle år efter Snæbjörn slog sig ned på vestkysten af Grønland, blev det rapporteret, at de fandt rester af andre mennesker, men ingen levende. Også det må have været spor efter dorset-kulturen.
Den canadiske poet Al Purdy skrev et digt med titlen «Lament for the Dorsets» («Klagesang for dorsetkulturen») som sørger over tabet af deres kultur og beskriver dem og deres forsvinden.

## Relation til Sallirmiut
I 1824 ankrede det britiske skib HMS Griper, under kaptain George Francis Lyon, op uden for Cape Pembroke på Coats Island i Hudsonbugten. Hvalfangerne opdagede en gruppe eskimoer, som talte en «sjælden dialekt» og blev kaldt for Sadlermiut, (Nu Sallirmiut). Eftersom Sallirmiut-folket på nogle punkter havde en anden materiel kultur end de omgivende Inuit-folk, foreslog nogle forskere at de måske var efterkommere af de tidligere Dorset-folk. Senere genetiske studier har afvist hypotesen om at Sallirmiut skulle være efterkommere af Dorset-kulturen, og det er derfor uvist hvorfor deres teknologi på nogle punkter mindede om Dorset-folkets.